# Giro di Slovenia 2024
Il Giro di Slovenia 2024, trentesima edizione della corsa e valido come evento dell'UCI ProSeries 2024 categoria 2.Pro, si svolse in cinque tappe dal 12 al 16 giugno 2024 su un percorso di 848,3 km, con partenza da Murska Sobota e arrivo a Novo mesto, in Slovenia. La vittoria fu appannaggio dell'italiano Giovanni Aleotti, il quale completò il percorso in 20h10'36", precedendo lo spagnolo Pello Bilbao e il connazionale Giulio Pellizzari.

## Tappe
| Tappa  | Data      | Percorso                          | km    | Vincitore di tappa | Leader cl. generale |
| ------ | --------- | --------------------------------- | ----- | ------------------ | ------------------- |
| 1ª     | 12 giugno | Murska Sobota > Ormož             | 205,8 | Dylan Groenewegen  | Dylan Groenewegen   |
| 2ª     | 13 giugno | Žalec > Rogaška Slatina           | 177,9 | Phil Bauhaus       | Phil Bauhaus        |
| 3ª     | 14 giugno | Lubiana > Nova Gorica             | 160,5 | Giovanni Aleotti   | Giovanni Aleotti    |
| 4ª     | 15 giugno | Škofljica > Cerklje na Gorenjskem | 147,2 | Pello Bilbao       | Giovanni Aleotti    |
| 5ª     | 16 giugno | Šentjernej > Novo mesto           | 156,9 | Ben Healy          | Giovanni Aleotti    |
| Totale | Totale    | Totale                            | 848,3 |                    |                     |

## Dettagli delle tappe

### 1ª tappa
- 12 giugno: Murska Sobota > Ormož - 205,8 km

Risultati
| Pos. | Corridore          | Squadra | Tempo    |
| ---- | ------------------ | ------- | -------- |
| 1    | Dylan Groenewegen  | Jayco   | 4h35'00" |
| 2    | Alexander Kristoff | Uno-X   | s.t.     |
| 3    | Phil Bauhaus       | Bahrain | s.t.     |

| Pos. | Corridore          | Squadra | Tempo    |
| ---- | ------------------ | ------- | -------- |
| 1    | Dylan Groenewegen  | Jayco   | 4h35'00" |
| 2    | Alexander Kristoff | Uno-X   | a 4"     |
| 3    | Phil Bauhaus       | Bahrain | a 6"     |

### 2ª tappa
- 13 giugno: Žalec > Rogaška Slatina – 177,9 km

Risultati
| Pos. | Corridore       | Squadra | Tempo    |
| ---- | --------------- | ------- | -------- |
| 1    | Phil Bauhaus    | Bahrain | 4h26'08" |
| 2    | Alberto Dainese | Tudor   | s.t.     |
| 3    | Luka Mezgec     | Jayco   | s.t.     |

| Pos. | Corridore          | Squadra | Tempo    |
| ---- | ------------------ | ------- | -------- |
| 1    | Phil Bauhaus       | Bahrain | 9h00'54" |
| 2    | Matteo Moschetti   | Q36.5   | a 8"     |
| 3    | Alexander Kristoff | Uno-X   | s.t.     |

### 3ª tappa
- 14 giugno: Lubiana > Nova Gorica – 160,5 km

Risultati
| Pos. | Corridore        | Squadra       | Tempo    |
| ---- | ---------------- | ------------- | -------- |
| 1    | Giovanni Aleotti | Bora          | 3h46'19" |
| 2    | Jhonatan Narváez | Ineos         | a 11"    |
| 3    | Jordan Jegat     | TotalEnergies | s.t.     |

| Pos. | Corridore        | Squadra       | Tempo     |
| ---- | ---------------- | ------------- | --------- |
| 1    | Giovanni Aleotti | Bora          | 12h47'17" |
| 2    | Jhonatan Narváez | Ineos         | a 12"     |
| 3    | Jordan Jegat     | TotalEnergies | a 17"     |

### 4ª tappa
- 15 giugno:Škofljica > Cerklje na Gorenjskem – 147,2 km

Risultati
| Pos. | Corridore        | Squadra | Tempo    |
| ---- | ---------------- | ------- | -------- |
| 1    | Pello Bilbao     | Bahrain | 3h59'09" |
| 2    | Paul Double      | Polti   | a 3"     |
| 3    | Giovanni Aleotti | Bora    | s.t.     |

| Pos. | Corridore         | Squadra  | Tempo     |
| ---- | ----------------- | -------- | --------- |
| 1    | Giovanni Aleotti  | Bora     | 16h46'25" |
| 2    | Pello Bilbao      | Bahrain  | a 12"     |
| 3    | Giulio Pellizzari | Bardiani | a 25"     |

### 5ª tappa
- 16 giugno: Šentjernej > Novo Mesto – 156,9 km

Risultati
| Pos. | Corridore          | Squadra    | Tempo    |
| ---- | ------------------ | ---------- | -------- |
| 1    | Ben Healy          | EF         | 3h24'06" |
| 2    | Alexander Kristoff | Uno-X      | a 6"     |
| 3    | Orluis Aular       | Caja Rural | s.t.     |

| Pos. | Corridore         | Squadra  | Tempo     |
| ---- | ----------------- | -------- | --------- |
| 1    | Giovanni Aleotti  | Bora     | 20h10'36" |
| 2    | Pello Bilbao      | Bahrain  | a 10"     |
| 3    | Giulio Pellizzari | Bardiani | a 26"     |

## Evoluzione delle classifiche
| Tappa              | Vincitore          | Classifica generale Maglia verde | Classifica a punti Maglia rossa | Classifica scalatori Maglia blu | Classifica giovani Maglia bianca | Classifica a squadre          |
| ------------------ | ------------------ | -------------------------------- | ------------------------------- | ------------------------------- | -------------------------------- | ----------------------------- |
| 1ª                 | Dylan Groenewegen  | Dylan Groenewegen                | Dylan Groenewegen               | Tomáš Kalojíros                 | Jonathan Guatibonza              | Team Jayco AlUla              |
| 2ª                 | Phil Bauhaus       | Phil Bauhaus                     | Phil Bauhaus                    | Davide Baldaccini               | Alexander Hajek                  | Team Jayco AlUla              |
| 3ª                 | Giovanni Aleotti   | Giovanni Aleotti                 | Phil Bauhaus                    | Davide Baldaccini               | Giulio Pellizzari                | VF Group-Bardiani CSF-Faizanè |
| 4ª                 | Pello Bilbao       | Giovanni Aleotti                 | Ide Schelling                   | Davide Baldaccini               | Giulio Pellizzari                | VF Group-Bardiani CSF-Faizanè |
| 5ª                 | Ben Healy          | Giovanni Aleotti                 | Ide Schelling                   | Davide Baldaccini               | Giulio Pellizzari                | VF Group-Bardiani CSF-Faizanè |
| Classifiche finali | Classifiche finali | Giovanni Aleotti                 | Giovanni Aleotti                | Davide Baldaccini               | Giulio Pellizzari                | VF Group-Bardiani CSF-Faizanè |

Maglie indossate da altri ciclisti in caso di due o più maglie vinte
- Nella 2ª tappa Alexander Kristoff ha indossato la maglia rossa al posto di Dylan Groenewegen.
- Nella 3ª tappa Alberto Dainese ha indossato la maglia rossa al posto di Phil Bauhaus.

## Classifiche finali

### Classifica generale - Maglia verde
| Pos. | Corridore         | Squadra       | Tempo     |
| ---- | ----------------- | ------------- | --------- |
| 1    | Giovanni Aleotti  | Bora          | 20h10'36" |
| 2    | Pello Bilbao      | Bahrain       | a 10"     |
| 3    | Giulio Pellizzari | VF Group      | a 26"     |
| 4    | D. Pozzovivo      | VF Group      | s.t.      |
| 5    | Pablo Castrillo   | Kern Pharma   | a 43"     |
| 6    | Paul Double       | Polti         | s.t.      |
| 7    | Ben Healy         | EF            | a 44"     |
| 8    | Filippo Zana      | Jayco         | a 46"     |
| 9    | Steff Cras        | TotalEnergies | a 1'28"   |
| 10   | T.H. Johannessen  | Uno-X         | a 1'44"   |

### Classifica a punti - Maglia rossa
| Pos. | Corridore          | Squadra | Punti |
| ---- | ------------------ | ------- | ----- |
| 1    | Giovanni Aleotti   | Bora    | 47    |
| 2    | Alexander Kristoff | Uno-X   | 45    |
| 3    | Pello Bilbao       | Bahrain | 44    |
| 4    | Phil Bauhaus       | Bahrain | 44    |
| 5    | Jhonatan Narváez   | Ineos   | 37    |

### Classifica scalatori - Maglia blu
| Pos. | Corridore         | Squadra  | Punti |
| ---- | ----------------- | -------- | ----- |
| 1    | Davide Baldaccini | Corratec | 14    |
| 2    | Pello Bilbao      | Bahrain  | 10    |
| 3    | Paul Double       | Polti    | 10    |
| 4    | Giovanni Aleotti  | Bora     | 6     |
| 5    | D. Pozzovivo      | VF Group | 5     |

### Classifica giovani - Maglia bianca
| Pos. | Corridore         | Squadra     | Punti     |
| ---- | ----------------- | ----------- | --------- |
| 1    | Giulio Pellizzari | VF Group    | 20h11'02" |
| 2    | Brieuc Rolland    | Groupama    | a 4'15"   |
| 3    | Fabio Christen    | Q36.5       | a 10'34"  |
| 4    | Alexander Hajek   | Bora        | a 14'14"  |
| 5    | Daniel Vysočan    | P. Baguette | a 18'55"  |

### Classifica a squadre
| Pos. | Squadra                       | Tempo     |
| ---- | ----------------------------- | --------- |
| 1    | VF Group-Bardiani CSF-Faizanè | 60h34'44" |
| 2    | Euskaltel-Euskadi             | a 11'10"  |
| 3    | Team Jayco AlUla              | a 12'58"  |
| 4    | Bahrain Victorious            | a 14'20"  |
| 5    | TotalEnergies                 | a 18'31"  |